# Bathyclupea
Famille
Genre
Le genre Bathyclupea regroupe plusieurs espèces de poissons de la famille des Bathyclupeidae, dont elles constituent le seul genre.
Il s'agit de poissons marins vivant à grande profondeur (selon les espèces, de -300 à -800 m) d'où leur nom (bathy, dérivé du grec ancien βένθος, benthos, signifiant « profondeur » et clupeidae = harengs, bien que ces derniers ne soient pas des perciformes).

## Liste des espèces
- Bathyclupea argentea Goode et Bean, 1896 — Atlantique ouest, Pacifique nord-ouest
- Bathyclupea elongata Trunov, 1975 — Atlantique sud-est, Pacifique sud-ouest
- Bathyclupea gracilis Fowler, 1938 — Pacifique central ouest
- Bathyclupea hoskynii Alcock, 1891 — Océan Indien
- Bathyclupea malayana Weber, 1913 — Pacifique central ouest
- Bathyclupea megaceps Fowler, 1938 — Pacifique central ouest
- Bathyclupea schroederi Dick, 1962 — Pacifique central ouest